# Nikita Liamin
Nikita Andreyévich Liamin –en ruso, Никита Андреевич Лямин– (Gorki, URSS, 14 de octubre de 1985) es un deportista ruso que compite en voleibol, en la modalidad de playa.
Ganó una medalla de bronce en el Campeonato Mundial de Vóley Playa de 2017. Participó en los Juegos Olímpicos de Río de Janeiro 2016, ocupando el quinto lugar en el torneo masculino.

## Palmarés internacional
| Campeonato Mundial | Campeonato Mundial | Campeonato Mundial | Campeonato Mundial     |
| Año                | Lugar              | Medalla            | Pareja                 |
| ------------------ | ------------------ | ------------------ | ---------------------- |
| 2017               | Viena (Austria)    | Medalla de bronce  | Viacheslav Krasilnikov |